# Żywoj (1903)
Żywoj (ros. Живой) – rosyjski niszczyciel z początku XX wieku, jedna z 22 zbudowanych jednostek typu Bojkij. Okręt został zwodowany 28 marca?/10 kwietnia 1903 roku w krajowej Stoczni Admiralicji w Nikołajewie, a do służby w Marynarce Wojennej Imperium Rosyjskiego został wcielony w lutym 1906 roku, z przydziałem do Floty Czarnomorskiej. „Żywoj” wziął udział w I wojnie światowej, w czerwcu 1918 roku został zdobyty przez Niemców, a w kwietniu 1919 roku przejęli go Biali. Niszczyciel zatonął w sztormie 2 listopada?/15 listopada 1920 na Morzu Azowskim.

## Projekt i budowa
Okręt był jednym z 22 niszczycieli typu Bojkij zbudowanych w krajowych stoczniach, będących ulepszoną i powiększoną wersją zaprojektowanych w brytyjskiej stoczni Yarrow jednostek typu Sokoł . Zbudowany został w Stoczni Admiralicji w Nikołajewie . Stępkę okrętu położono w 1902 roku , a zwodowany został 28 marca?/10 kwietnia 1903 roku .

## Dane taktyczno-techniczne
„Żywoj” był niewielkim, czterokominowym niszczycielem, klasyfikowanym do 1907 roku jako torpedowiec . Długość całkowita wynosiła 64 metry, szerokość 6,4 metra i maksymalne zanurzenie 2,59 metra. Wyporność jednostki wynosiła 350 ton. Okręt napędzany był przez dwie pionowe maszyny parowe potrójnego rozprężania o łącznej mocy 5700 KM, do której parę dostarczały cztery kotły Yarrow . Dwuśrubowy układ napędowy pozwalał osiągnąć prędkość 26 węzłów . Okręt mógł zabrać zapas węgla o maksymalnej masie 80 ton, co zapewniało zasięg wynoszący 1200 Mm przy prędkości 12 węzłów .
Uzbrojenie artyleryjskie okrętu stanowiły: umieszczone na nadbudówce dziobowej pojedyncze działo kalibru 75 mm Canet L/48 oraz pięć pojedynczych dział trzyfuntowych Hotchkiss M1885 L/40 kalibru 47 mm . Jednostka wyposażona była w jedną dziobową stałą i dwie pojedyncze obracalne pokładowe wyrzutnie torped kalibru 381 mm, z łącznym zapasem sześciu torped . Ponadto okręt mógł zabrać na pokład 12–18 min .
Załoga okrętu liczyła 62–69 oficerów, podoficerów i marynarzy .

## Służba
„Żywoj” został wcielony do służby w Marynarce Wojennej Imperium Rosyjskiego w lutym 1906 roku . Jednostka weszła w skład Floty Czarnomorskiej. W 1913 roku dokonano modernizacji uzbrojenia jednostki: zdemontowano wszystkie wyrzutnie torped kalibru 381 mm i wszystkie działka kalibru 47 mm, instalując w zamian dwie pojedyncze wyrzutnie torped kalibru 450 mm oraz drugą armatę kalibru 75 mm Canet i sześć pojedynczych karabinów maszynowych kalibru 7,62 mm .
W trakcie I wojny światowej „Żywoj” wchodził w skład Floty Czarnomorskiej. W połowie grudnia 1915 roku „Żywoj” przybył do Batumi, wspierając później wojska lądowe walczące z Turkami na Kaukazie. 26 stycznia?/8 lutego 1916 roku niszczyciele „Żywoj” i „Lejtienant Puszczin” przeprowadziły rajd przeciw tureckiej żegludze, zatapiając pięć szkunerów i 38 mniejszych żaglowców. W nocy z 21 marca?/3 kwietnia na 22 marca?/4 kwietnia 1917 roku operujące z Suliny „Żywoj” i „Żarkij” zatopiły dwa szkunery, które wypłynęły z Konstancy.
29 grudnia 1917?/11 stycznia 1918 jego załoga przeszła na stronę bolszewików. Działał odtąd w składzie Czerwonej Floty Czarnomorskiej. 6 czerwca?/19 czerwca 1918 roku „Żywoj” został zdobyty Niemców, którzy 9 października?/22 października wcielili go do służby pod oznaczeniem R 12 . 24 listopada przejęli go z kolei interwenci brytyjsko-francuscy, którzy wkrótce oddali go na krótko białej Armii Ochotniczej gen. Antona Denikina. 31 marca 1919 roku Brytyjczycy i Francuzi ponownie przejęli okręt. Jednakże 3 kwietnia tego roku przepłynął on z Sewastopola do Noworosyjska, gdzie po raz drugi zajęli go Biali. Wszedł w skład 2 Oddziału Niszczycieli Floty Czarnomorskiej Białych z bazą w Kerczu. Brał udział m.in. w połowie sierpnia 1919 roku w operacji desantowej pod Odessą, ubezpieczając lądujące wojska. W połowie listopada 1920 roku wraz z pozostałymi okrętami brał udział w ewakuacji z Krymu wojsk Białych i uchodźców cywilnych, po zdobyciu Krymu przez Armię Czerwoną. Na jego pokładzie znalazło się ok. 250 żołnierzy rezerwy oficerskiej Kozaków dońskich i szwadronu 17 Husarskiego Czernichowskiego Pułku Kawalerii. 2 listopada?/15 listopada 1920 okręt zatonął na Morzu Azowskim w trakcie sztormu nieopodal Sewastopola . Ostatnim dowódcą okrętu był kpt. 2 rangi Paweł A. Emeretli.